# Schistura horai
Schistura horai är en fiskart som först beskrevs av Menon 1952.  Schistura horai ingår i släktet Schistura och familjen grönlingsfiskar. Inga underarter finns listade i Catalogue of Life.